# Martin Breaugh
Pour les articles homonymes, voir Breaugh.
Martin Breaugh est un politologue canadien né à Ottawa. Il enseigne à l'Université York de Toronto.

## Diplômes
- Doctorat en science politique (spécialisation : philosophie politique), Paris VII – Denis Diderot
- Diplôme d'études approfondies en sociologie du pouvoir (Terminal Master), Paris VII – Denis Diderot
- Maîtrise universitaire ès lettres en science politique (spécialisation : pensée politique), Université d'Ottawa

## Œuvres sélectionnées
- 2007 : L'Expérience plébéienne : Une histoire discontinue de la liberté politique (Breaugh 2007).
- 2009 : La Démocratie au-delà du libéralisme : Perspectives critiques avec Francis Dupuis-Déri (Breaugh et Dupuis-Déri 2009).
- 2010 : Les Anciens dans la pensée politique contemporaine avec Yves Couture et Charles Blattberg (Couture, Breaugh et Blattberg 2010).
- 2011 : Miguel Abensour, Democracy Against the State : Marx and the Machiavellian Moment, traduction de La Démocratie contre l'État, avec Max Blechman (Abensour 2011).

### Sources bibliographiques
- Martin Breaugh, L'expérience plébéienne : Une histoire discontinue de la liberté politique, Paris, Payot, coll. « Critique de la politique », 2007, 405 p. (ISBN 2-22890260-8 et 978-2228902601, présentation en ligne).
- Martin Breaugh et Francis Dupuis-Déri, La démocratie au-delà du libéralisme : Perspectives critiques, Montréal, Athéna Éditions, 2009, 196 p. (ISBN 2-92286571-1 et 978-2922865714, présentation en ligne).
- Yves Couture, Martin Breaugh et Charles Blattberg, Les Anciens Dans la Pensée Politique Contemporaine, Sainte-Foy, Presses Universitaires de Laval, coll. « Mercure du Nord », 2010, 459 p. (ISBN 2-76378786-X et 978-2763787862, présentation en ligne).
- (en) Miguel Abensour (trad. Martin Breaugh et Max Blechman), Democracy Against the State : Marx and the Machiavellian Moment, Cambridge, Polity Press, 2011, 200 p. (ISBN 0-74565010-4 et 978-0-7456-5010-4, présentation en ligne, lire en ligne).